# Sveriges medeltida ballader
Sveriges medeltida ballader (SMB) är en vetenskaplig utgåva i 5 band av svenska medeltida ballader eller medeltidsballader. Samlingen gavs ut mellan 1983 och 2001 av Svenskt visarkiv. 
Huvudredaktör var professor Bengt R. Jonsson, som tillsammans med docent Sven-Bertil Jansson redigerade texterna. Docent Margareta Jersild redigerade melodierna. 
En lista över alla balladtyperna, delvis med länkar till information om de enskilda typerna, finns som Lista över Sveriges medeltida ballader.

## Bakgrund
Arbetet hade påbörjats i samband med bildandet av Svenskt visarkiv på 1950-talet och omfattade inledningsvis en genomgång av en mängd uppteckningar i olika arkiv för att hitta belägg på balladvarianter, vilka inte var sammanställda när arbetet började. Två förarbeten till balladutgåvan skapades: Bengt R Jonssons avhandling Svensk balladtradition 1 samt typkatalogen The Types of the Scandinavian Medieval Ballad (1978). SMB innehåller samtliga de av redaktörerna funna belägg som bedömdes vara medeltida ballader. Ytterligare fynd av uppteckningar har tillkommit efter utgivningen i en samling sammanställd av George Stephens och återfunnen på Växjö länsbibliotek.
I de skandinaviska länderna har en strikt tolkning av begreppet "medeltida ballad" tillämpats, medan en större mängd berättande visor även av senare datum benämns ballader i flera andra länder och områden. Omfattande vetenskapliga balladutgåvor finns i ett flertal andra europeiska länder; till exempel Danmarks gamle Folkeviser, Norske mellomalderballadar, Deutsche Volkslieder och The English and Scottish Popular Ballads.

## Innehåll
- Band 1: Naturmytiska visor (SMB 1-36)
- Band 2: Legendvisor (SMB 37-54) och Historiska visor (SMB 55-65)
- Band 3: Riddarvisor I (SMB 66-130)
- Band 4:1 Riddarvisor II (SMB 131-169)
- Band 4:2 Riddarvisor II (SMB 170-196)
- Band 5:1 Kämpavisor (SMB 197-219) och Skämtvisor I (SMB 220-233)
- Band 5:2 Skämtvisor II (SMB 234-263)